# 史超域
史超域牧師（英語：The Reverend Arthur Dudley Stewart，1877年—1948年），是英國在香港的傳教士，曾擔任聖保羅書院的第七任校長。

## 生平
史超域出生於滿清時期的福州，他父親史犖伯與母親路意絲·凱斯琳·史都華（Louisa Kathleen Stewart）都出身自愛爾蘭都柏林的名門。史超域跟隨父母到了福建古田傳教，在福州度過了他的童年。事實上，他是先學會講福州話，其後才學懂說英語。
1882年，史超域跟隨父母回英國休假。當他父母回中國時，史超域與兩位弟弟留在英國由祖父照顧。後來，史超域兄弟去了黑利伯瑞定居。當史超域十六歲時，他的父母第四次，也是最後一次回到中國，並攜帶五個小孩同行。
接著發生古田教案，史超域父母和兩個孩子不幸被比暴徒打死。他父母去世的悲劇對史超域留下了深刻的印象，並改變了他從小希望從事政治的夢想。他下定決心，繼續從事他父母被打斷的傳教工作。這似乎強烈地影響了他的其他家庭成員，史超域的兄弟姊妹在後來不同的時間都從事中國的傳教事業。
1898年，史超域考入劍橋大學三一學院，他完成了他的大學與神學訓練。在1901年，他在北倫敦景隆巴利聖保羅教堂（St Paul's Church，Canonbury）成為牧師。四年後，他於1905年11月接受為英國聖公會差會傳教士候選人，與妹妹嘉芙蓮航行到香港。他之所以選定香港，而不是他父母的工作地點及他童年生活所在的福建，是因為英國聖公會差會認為香港及南中國有很大的傳教事業發展潛力，而該地區經常被忽視。另外一點，福建主要由都柏林愛爾蘭聖公會的成員赴任。
抵港後，史超域接受了短期的語言學習，其後被任命為聖士提反書院教師。當時該校仍處於起步階段，而嘉芙蓮則加入了聖士提反女子中學當教師。那時候雖然基督教在中國推動了近六十年，可是整個香港島仍只有一個中國教會——在薄扶林道的聖士提反堂。一小群熱情的中國人基督徒散佈在城市的東部。在史超域的領導下，許多地下基督徒都由跑馬地經由兩個小時的路程前來參加禮拜。教會擴展迅速，一兩年後儀式已改在當時的教會網球場舉行，雨天則在室內陽台。
當時，英國聖公會差會委員會決定關閉由班伯里（Revd A. Bunbury）創立的華人牧師訓練學院，並經由主教的許可，在聖保羅書院開展牧師訓練，這項合作課程以失敗告終。倫義華主教後來邀請聖公會差會重新開辦聖保羅書院，該書院曾斷斷續續關閉並重開了至少三次。聖公會差會接受了邀請，並任命史超域為校長。1909年9月，聖保羅書院重開，學校增長迅速，並進一步增加了教職員，不少教職員是從聖士提反書院來的。
基於聖保羅書院的發展，同時教堂也需要增加聖誕樂隊的人數，都需要更大的空間。史超域構思通過切開己連拿利山以西，建造新的建築物，聖保羅堂應運而生。多年來，聖保羅堂本身作為禮拜堂用，下層則當作聖保羅書院教室。二戰時，教堂曾被徵用作為日軍憲兵訓練學校，翻新後將全面對外開放。在早期，禮拜堂於週日晚上都有舉行英語禮拜講學。史超域以他流利而懂得運用簡單英文單詞雄辯的說教，使得他的說教成為每一個大學宿舍的激烈討論的主題。當時香港城市仍小，不如現時繁榮，人口少於五十萬。很多人都認識史超域，史超域也幾乎認識每一個人。在多年後，他一直受到聖保羅堂和其他中國教會的市民歡迎。
史超域有一段時間兼任校長和教區副主教的雙重職位。在他引領下，聖保羅書院繼續成長。聖保羅書院的分校設定於荷李活道、筲箕灣及香港仔。史超域在香港傳教了二十八年， 在聖保羅書院當了二十一年校長。1930年，他辭任聖保羅書院校長，並於1933年在香港完全退休。然後，他成了利騰教區牧師，繼承岳父倫義華主教。在離開香港的告別會上，由時任香港總督的貝璐爵士在大會堂主持。經過十五年在英格蘭成功的傳教工作後，他於1948年去世，並在北倫敦新班列特利騰教堂（Lyonsdown Church, New Barnet, London）舉行葬禮。

## 外部連結
- 聖保羅書院（页面存档备份，存于）
- 聖保羅書院小學（页面存档备份，存于）
- 聖保羅書院同學會

| 學術機關職務  | 學術機關職務                      | 學術機關職務  |
| ------------- | --------------------------------- | ------------- |
| 前任： 倫義華 | 聖保羅書院校長 第7任（1909—1933） | 繼任： 史伊尹 |